# Мистейкен Пойнт
Экологический заповедник «Мисте́йкен Пойнт» (англ. Mistaken Point Ecological Reserve) — заповедная зона на территории полуострова Авалон в провинции Ньюфаундленд и Лабрадор, Канада. В 2016 году включена в список Всемирного наследия ЮНЕСКО.

## Географическое положение
Мистейкен Пойнт расположен в самой западной части острова Ньюфаундленд, на юге полуострова Авалон вдоль берега между мысами Дэлэйз (англ. Daleys) и Шингл Хэд (англ. Shingle Head). Береговая линия крайне изрезанная, со множеством небольших заливов и выдающихся в море мысов. Высокий берег почти незадернован.

## Геология региона
Район заповедника Мистейкен Пойнт сложен из глубоководных осадочных пород. В них выделяют две группы отложений: Консепшн (формации Друк, Брискаль и Мистейкен Пойнт) и Сэнт Джонс (формации Трипасси и Фермьюз). В основном это серые и красные алевролиты и песчаники, с редкими прослоями туфов и глин.
С позднего неопротерозоя по триас территория находилась в составе континента Авалония, пока тот не был разделен Атлантическим океаном на отдельные террейны.

## Ископаемые остатки эдиакарской биоты
В осадочных породах находят ископаемые остатки эдиакарских организмов отличительной сохранности. По степени сохранности их можно сравнить с остатками вендских ископаемых местонахождения Зимние горы на Белом море. Видовой состав находок достаточно разнообразный. Обнаружены остатки рангеоморфных организмов (например, рода Charnia, Fractofusus), дисковидных форм (например, рода Aspidella, Hiemalora), палеопасцихнид (род Palaeopascichnus).
В заповеднике 11 охраняемых зон с ископаемыми остатками. Самые протяжённые расположены на берегах Мистейкен Пойнт, Френч Мистейкен Пойнт и Друк Рок.

## Туризм

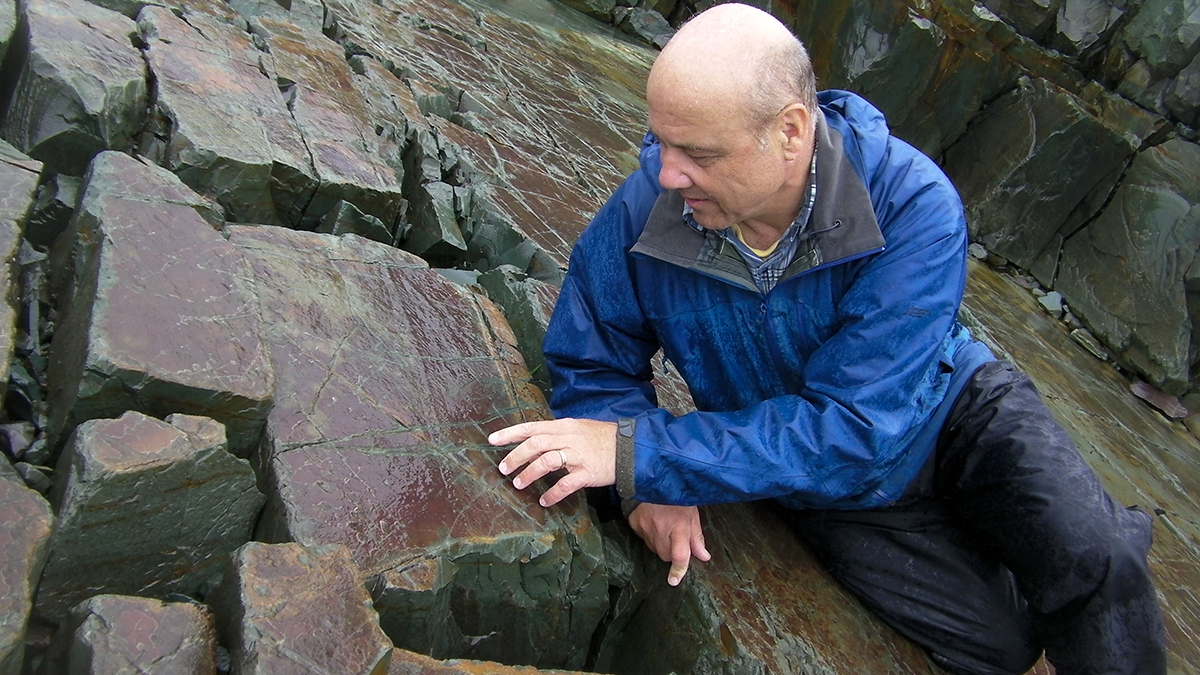
Канадский палеонтолог Гай Нарбон демонстрирует отпечатки эдиакарских организмов

В заповеднике развит устойчивый туризм (англ. sustainable tourism) для сохранения заповедника от антропогенного влияния и развития образовательной и научной функции заповедника. Вдоль берега проходит главная дорога, от которой отходят четыре пешеходные тропы: Рукери (англ. Rookery Trail), Фреш-уотер Коув (англ. Freshwater Cove Trail), Уотерн Коув (англ. Watern Cove), Шингл Хэд (англ. Shingle Head Trail).
На территории заповедника действуют жёсткие правила охраны объектов всемирного наследия. Например, запрещены самостоятельные экскурсии без гида; также без его сопровождения запрещён доступ к поверхностям с окаменелостями. В заповедную зону запрещено проносить геологические инструменты (молотки, кирки, долота) и материалы для отливки слепков (силикон, гипс) и использовать их. Сотрудники не раскрывают точное местоположение остатков.